# I nat vil jeg leve
"I nat vil jeg leve" er en sang fra den danske poprock-gruppe Bifrost, skrevet af Tom Lundén fra gruppen. Sangen udgjorde den ene side af gruppens tredje single fra 1978; på den anden side var "Den vilde brølende nat", også skrevet af Lundén. "I nat vil jeg leve" var også med på gruppens tredje album Læn Dem ikke ud fra året efter, mens "Den vilde brølende nat" var det eneste nummer, som gruppen udsendte i eget navn udelukkende på single. Singlen udkom på CBS Records.
"I nat vil jeg leve" blev i 1979 udsendt på single én gang til, denne gang med sangen "Aftensang", skrevet af Ida Klemann, på den anden side.
Sangen er også med på Bifrosts første opsamlingsalbum, Bifrost's bedste (1981) samt et enkelt opsamlingsalbum med forskellige kunstnere.
"I nat vil jeg leve" er ifølge en kommentar på selve pladen i den anden singleudgivelse blevet til "efter Bob Dylans gode idé", hvilket med en vis sandsynlighed refererer til Dylans sang "Tonight I'll Be Staying Here with You" fra hans album Nashville Skyline (1969). 

## Musikere
Gruppens besætning på Læn Dem ikke ud, hvorfra sangen stammer, var følgende:
- Ida Klemann
- Annapurna
- Asger Skjold
- Mogens Fischer
- John Teglgaard
- Mikael Miller
- Torben Andersen
- Tom Lundén